# Ōshima (Kesennuma)
Pour les articles homonymes, voir Ōshima.
L'île d'Ōshima (大島) est une île du Japon faisant partie de la ville de Kesennuma dans la préfecture de Miyagi.
Elle a subi de lourds dégâts lors du séisme du 11 mars 2011, à la suite duquel de nombreux bénévoles tentent d'aider les habitants à retrouver une vie normale. L'économie de l'île est tournée vers la mer, notamment via la pêche et l'ostréiculture.

## Galerie

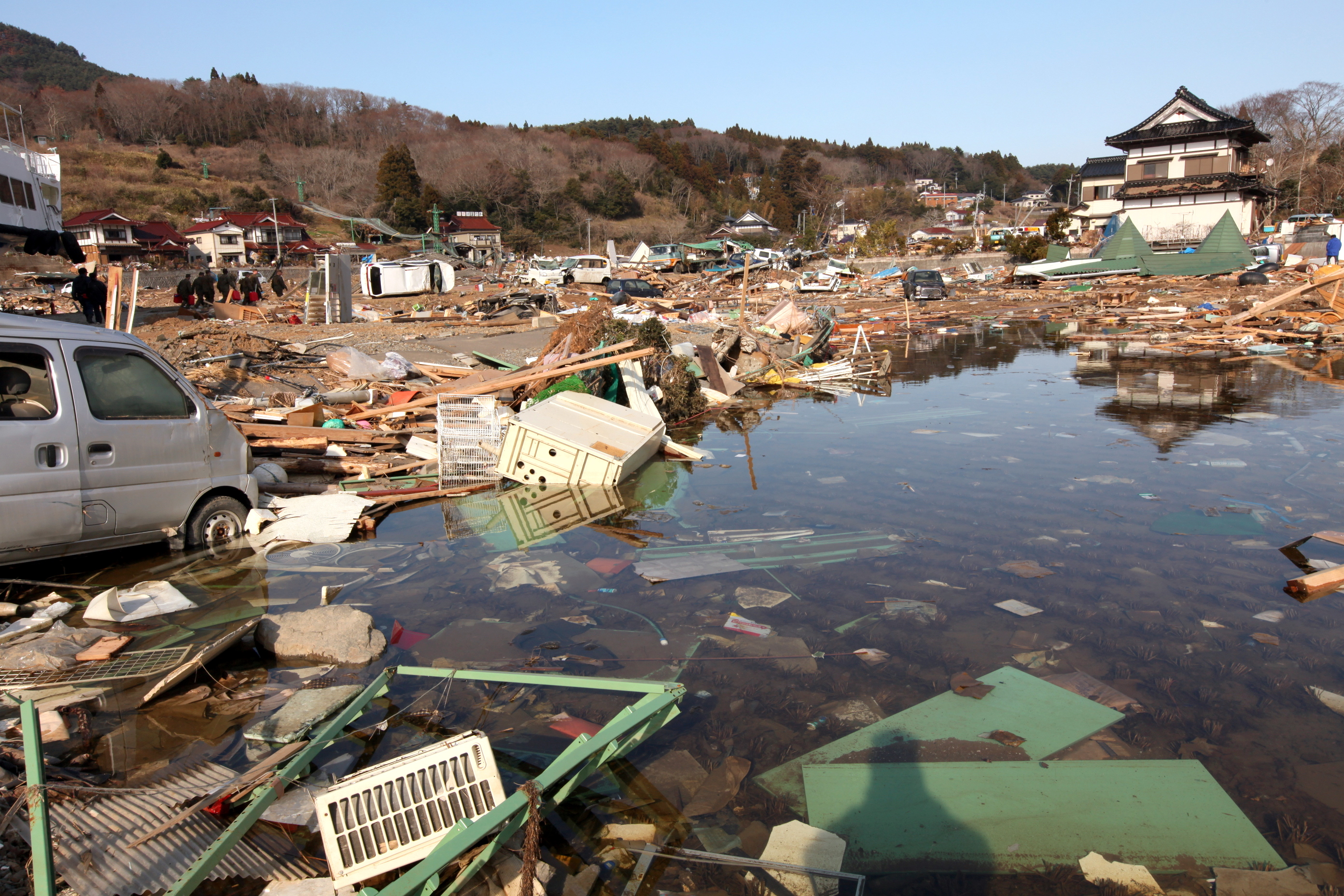
Dégâts du séisme du 11 mars 2011.
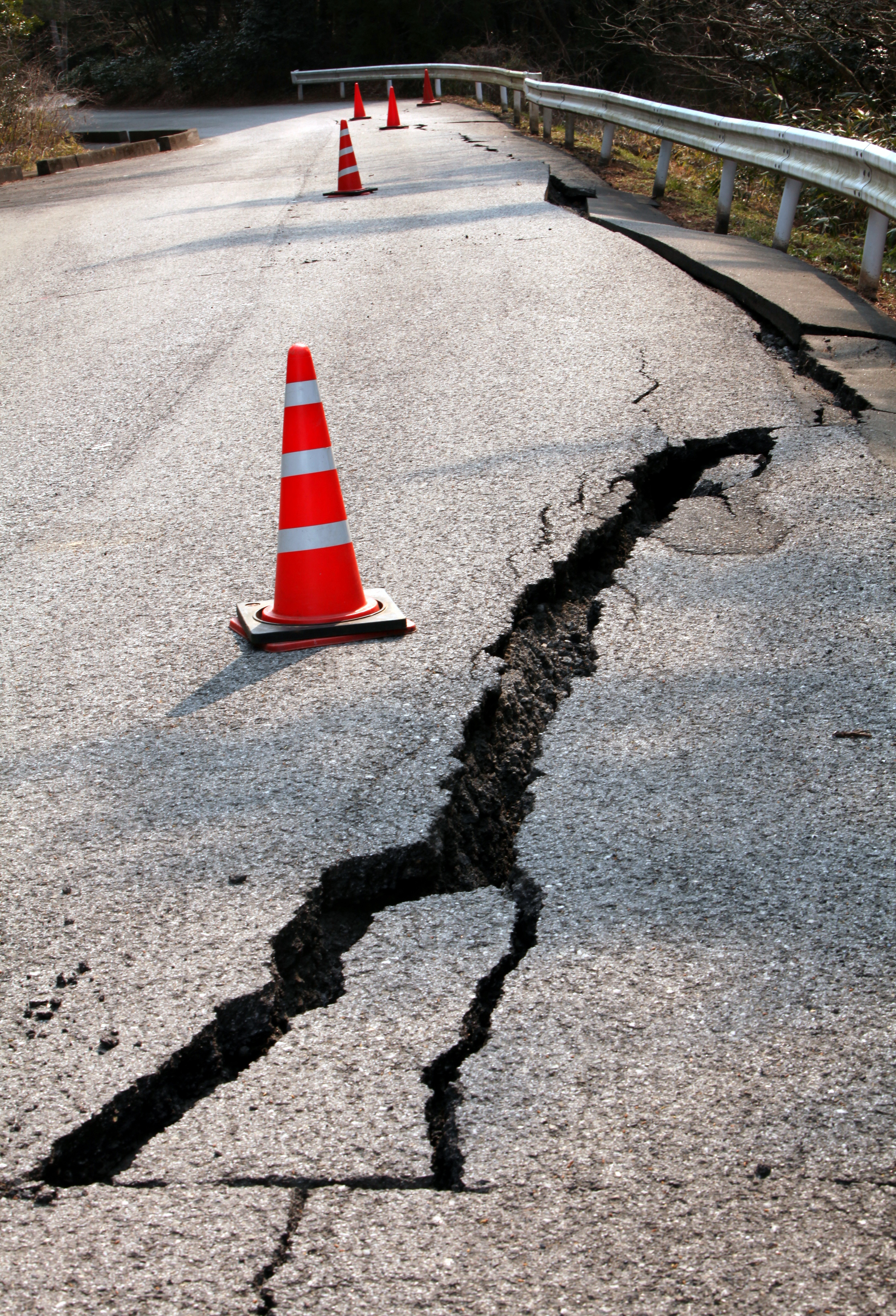
Dégâts du séisme du 11 mars 2011.
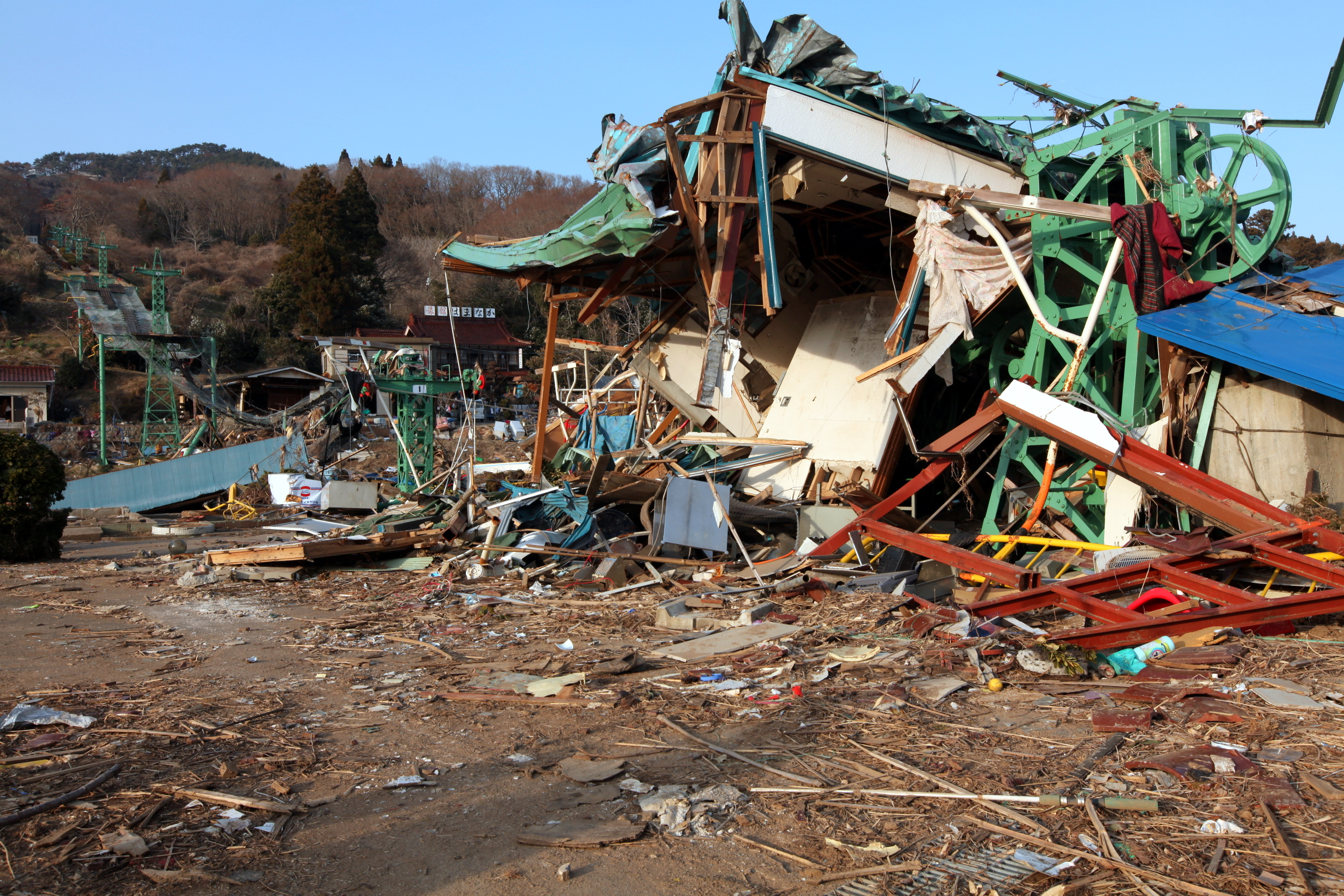
Dégâts du séisme du 11 mars 2011.
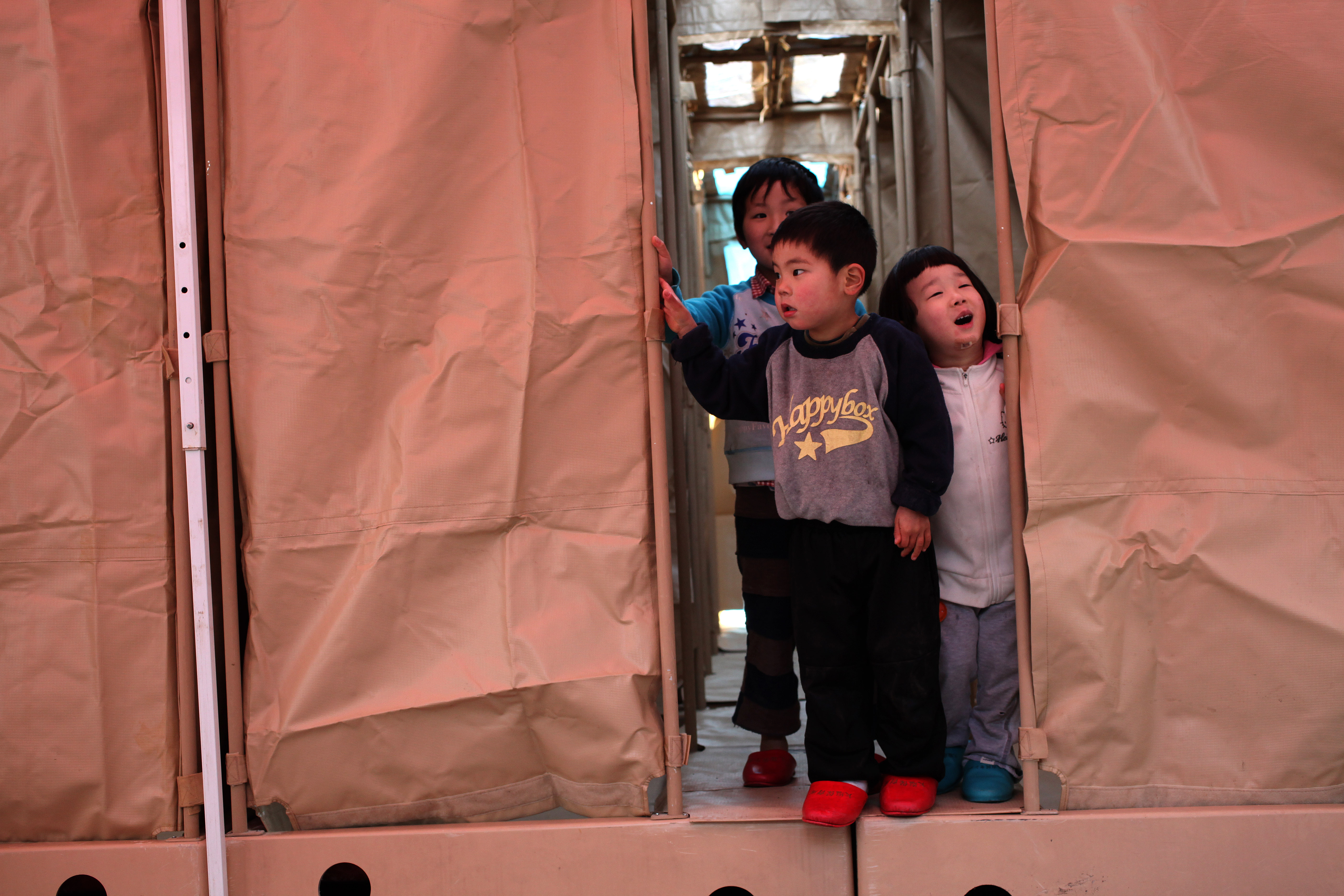
Réfugiés à la suite du séisme du 11 mars 2011.
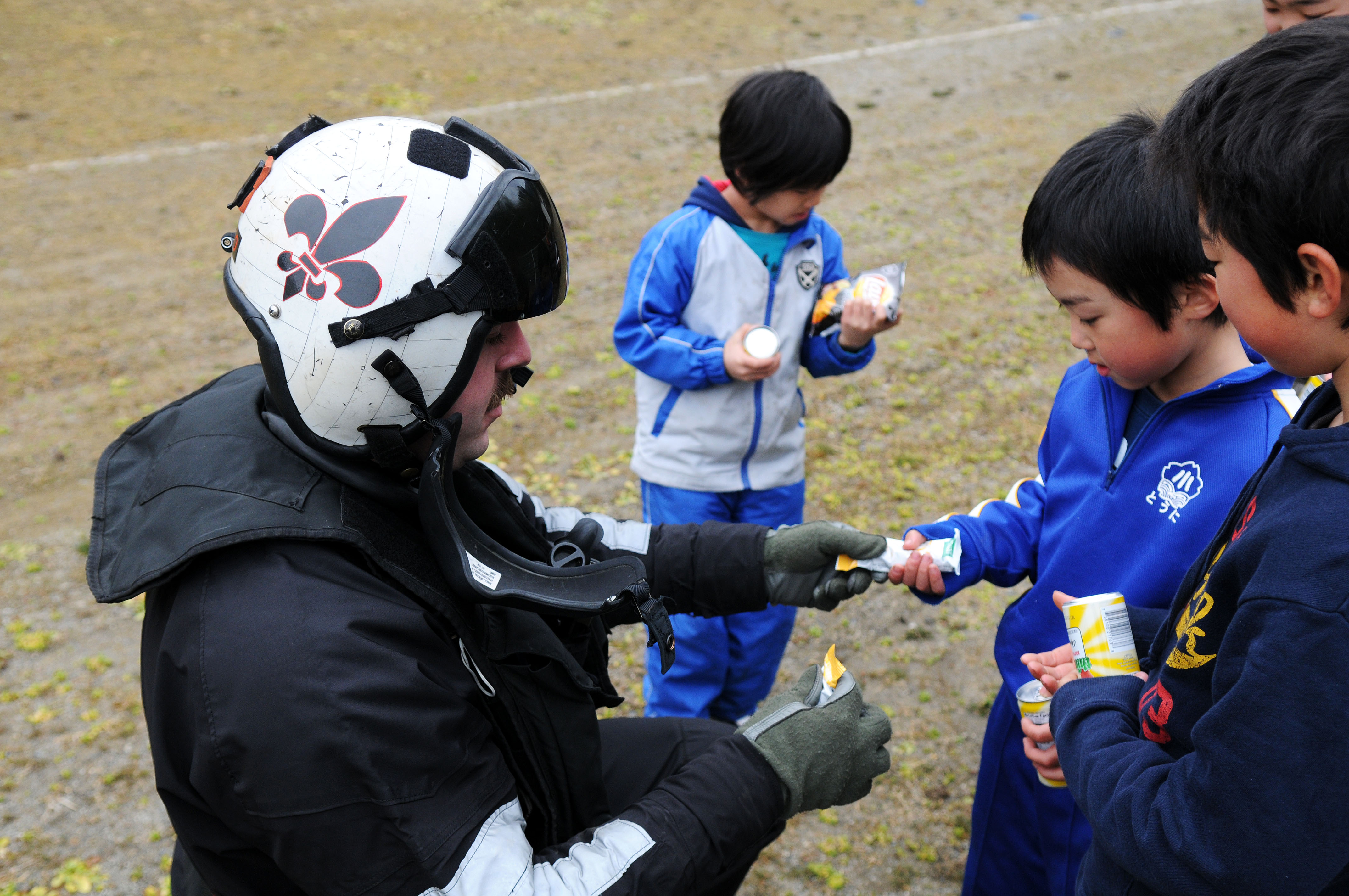
Réfugiés à la suite du séisme du 11 mars 2011.